# Josef Ganz

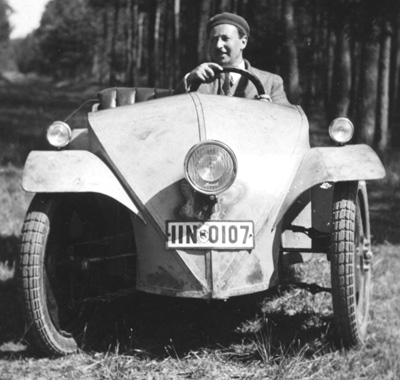
Josef Ganz in het Ardie-Ganz prototype, 1930

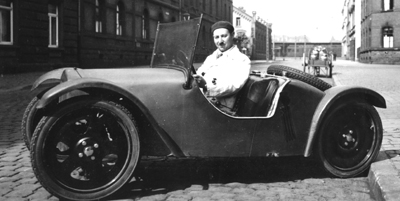
Josef Ganz in een Adler Maikäfer

Josef Ganz (Boedapest, 1 juli 1898 - Australië, 26 juli 1967) was een Hongaarse auto-ontwerper met Duits-Joodse achtergrond, die volgens sommige bronnen de voorloper van de Volkswagen Kever zou hebben ontwikkeld.

## Biografie
Vader Ganz was een correspondent voor de Frankfurter Zeitung toen Josef geboren werd. Later verhuisde de familie Ganz naar Wenen. Rond 1920 volgde Ganz een technische studie in Darmstadt en werd ingenieur. Hij ontwierp begin jaren '30 verschillende kleine auto's, waaronder de Maikäfer en de daaruit ontwikkelde Standard Superior. Ook was hij de hoofdredacteur van het autoblad Motor-Kritik. Hoewel hij de term "volkswagen" niet zelf had bedacht, lanceerde hij wel de naam "kever" in zijn tijdschrift.
Door zijn inzichten en vernieuwingen was hij als freelance ingenieur verbonden aan Mercedes, BMW en Porsche. 
In mei 1933 werd Ganz gearresteerd door de Gestapo. Het nazi-regime probeerde zijn invloed op de Duitse automobielindustrie te breken en hem zijn patenten te ontnemen. Na ongeveer een maand werd hij vrijgelaten, maar hij verloor hierdoor al zijn functies en invloed. Door een bijkomend publicatieverbod kon hij niet veel meer betekenen in Duitsland. Hij verhuisde in juni 1934 naar Zwitserland. Ganz werkte ook in Zwitserland verder aan een wagen voor het volk. Uiteindelijk is een veertigtal gemaakt, waarvan nog twee exemplaren bestaan. Een daarvan behoort tot de collectie van het Louwman Museum in Den Haag.
Hij probeerde te worden erkend als de bedenker van de 'kever", die in de jaren dertig door constructeur Ferdinand Porsche verder werd ontwikkeld en na 1945 uitgroeide tot een van de populairste automodellen voor de grote massa. Door zijn vele rechtszaken werd hij echter vooral als een querulant beschouwd. Zwitserland wees hem uit. Hij werkte later voor General Motors aan het merk Holden in Australië. Toen de Bondsrepubliek Duitsland hem in 1965 alsnog wilde eren door hem het Bundesverdienstkreuz toe te kennen, werd dat door Australische wettelijke bepalingen verhinderd.